# Oleg Otmachow
Oleg Otmachow (russisch Олег Отмахов, engl. Transkription Oleg Otmakhov; * 6. November 1966) ist ein ehemaliger russischer Marathonläufer.

## Erfolge
- 1995 gewann er den Frankfurt-Marathon mit seiner persönlichen Bestzeit von 2:12:35 h.
- 1996 wurde er Siebter beim Marrakesch-Marathon und
- siegte beim Guldensporen Marathon in Brügge.
- 1996, 1997 und 1999 gewann er den Antwerpen-Marathon.

Im Halbmarathon in Brüssel im September 2004 erreichte er den 9. Platz.